# Judex (pel·lícula de 1916)
Judex és una pel·lícula muda serial francesa en dotze capítols, dirigida per Louis Feuillade el 1916, a partir d'un guió de Louis Feuillade i Arthur Bernède, estrenada el 1917.
Aquesta obra narra les gestes de Judex, un vigilant vestit amb una gran capa negra, que s'oposa a un banquer corrupte. Com a venjança familiar, Judex s'enamora de la filla del seu enemic.
Paral·lelament als llançaments setmanals dels episodis, Arthur Bernède serialitza a la revisió diària Le Petit Parisien, les aventures de Judex.
Fou un èxit comercial quan es va estrenar, i Louis Feuillade va produir una seqüela l'any següent, La Nouvelle Mission de Judex.

## Sinopsi

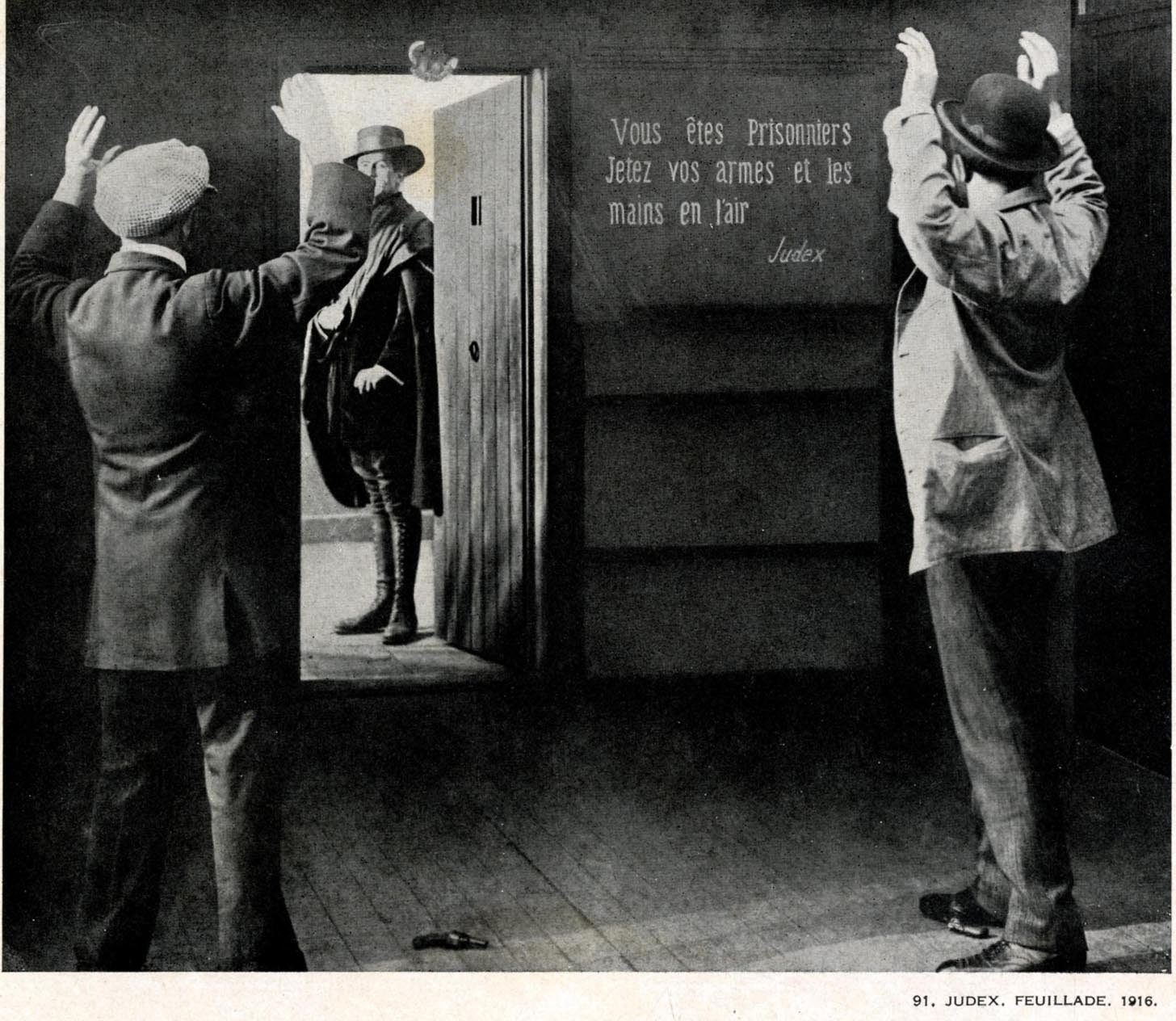

Un vigilant misteriós, Judex, lluita contra el banquer Favraux que ha construït la seva fortuna de manera criminal. Judex segresta Favraux i el tanca als soterranis del seu cau. No obstant això, els seus plans es veuen frustrats per una aventurera, Diana, que buscava posar les mans a la fortuna del banquer. Aleshores ataca la seva filla, però Judex cau sota el seu encanteri, vetlla per la jove.

## Repartiment
- René Cresté: Judex / Jacques de Trémeuse
- Musidora: Marie Verdier / Diana Monti
- Louis Leubas: el banquer Favraux
- Yvette Andréyor: Jacqueline
- Marcel Lévesque: Cocantin
- Édouard Mathé: Roger de Trémeuse
- René Poyen: el nen de regalèssia
- Gaston Michel: Kerjean
- Olinda Mano: Petit-Jean
- Yvonne Dario: la comtessa de Trémeuse
- Jean Devalde: Morales
- Georges Flateau: vescomte de la Rochefontaine
- Fabien Haziza: Judex infantil.

## Galeria

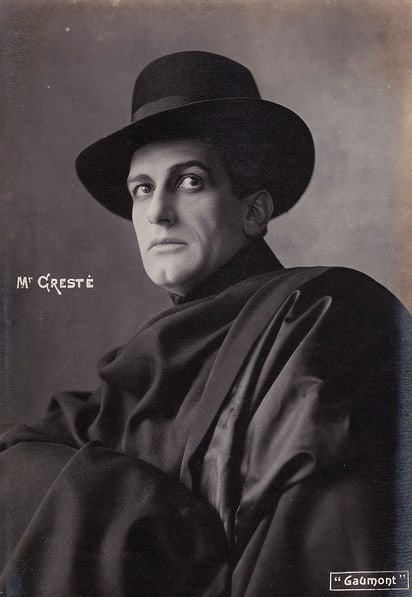
Judex (René Cresté).
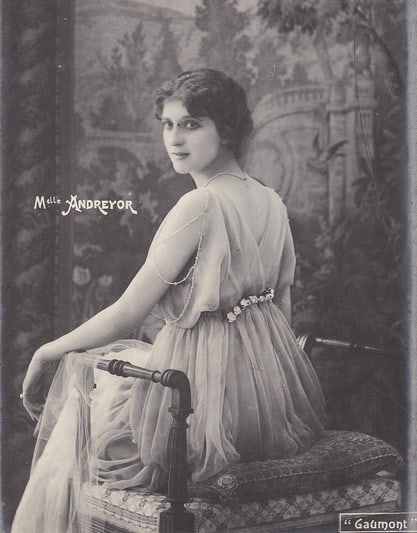
Jacqueline (Yvette Andréyor).
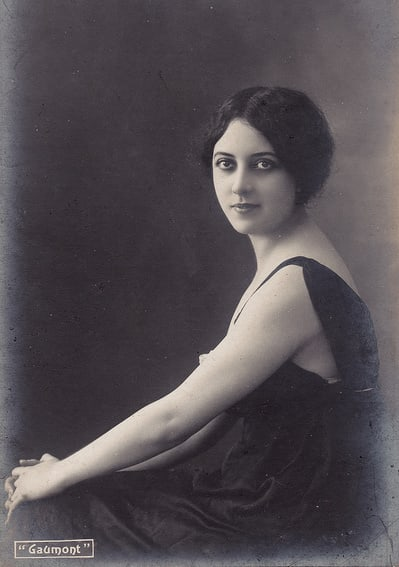
Diana Monti (Musidora).
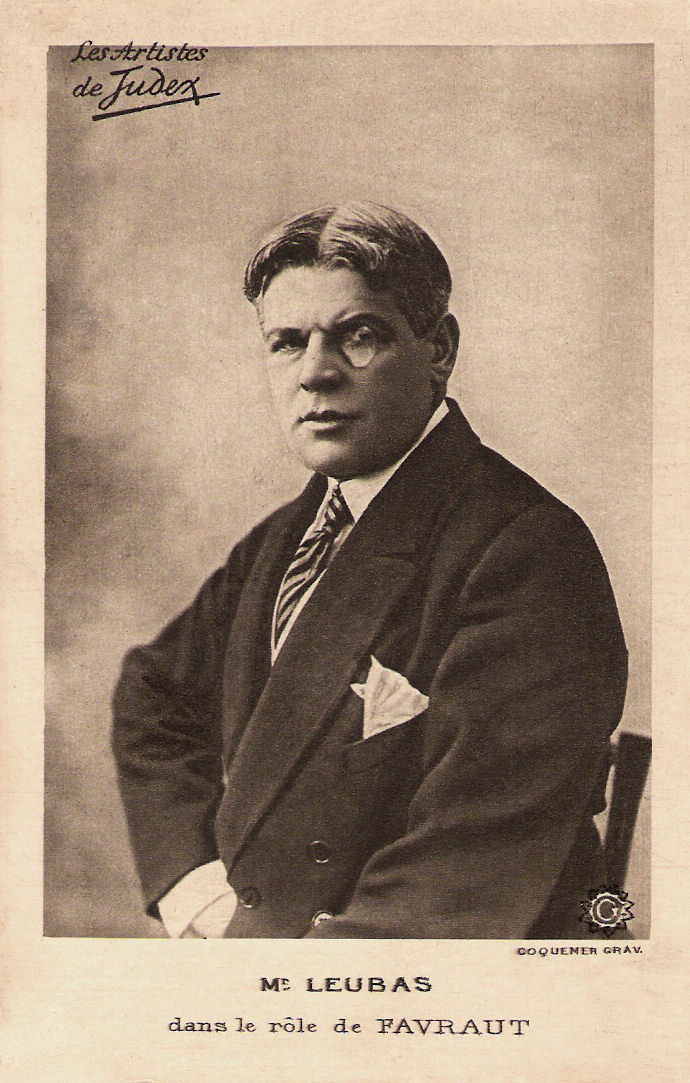
El banquer corrupte (Louis Leubas).

## Episodis
Encara que es va veure prèviament el 16 de desembre de 1916 al Gaumont-Palace, aquesta història es va publicar simultàniament al diari Le Petit Parisien i va ser produïda per la Maison Gaumont per a una estrena en cinemes de més de dotze episodis entre gener i abril de 1917.
|    | Títol                              | Estrena              | Durada   | Vídeo |
| -- | ---------------------------------- | -------------------- | -------- | ----- |
| 1  | «L'Ombre mystérieuse»              | 19 de gener de 1917  | 26 mins. |       |
| 2  | «L'Expiation»                      | 25 de gener de 1917  | 16 mins. |       |
| 3  | «La Meute fantastique»             | 2 de febrer 1917     | 37 mins. |       |
| 4  | «Le Secret de la tombe»            | 9 de febrer de 1917  | 26 mins. |       |
| 5  | «Le Moulin tragique»               | 14 de febrer de 1917 | 26 mins. |       |
| 6  | «Le Môme réglisse»                 | 22 de febrer de 1917 | 23 mins. |       |
| 7  | «La Femme en noir»                 | 3 de març de 1917    | 29 mins. |       |
| 8  | «Les Souterrains du Château-Rouge» | 10 de març de 1917   | 24 mins. |       |
| 9  | «Lorsque l'enfant parut»           | 17 de març de 1917   | 24 mins. |       |
| 10 | «Le Coeur de Jacqueline»           | 24 de març de 1917   | 9 mins.  |       |
| 11 | «L'Ondine»                         | 30 de març de 1917   | 26 mins. |       |
| 12 | «Le Pardon d'amour»                | 6 d’abril de 1917    | 8 mins.  |       |

## Al voltant de l'obra

### Gènesi del projecte
Després de la seva pel·lícula Les Vampires (1915-1916) en què relata les gestes d'una banda de delinqüents, Louis Feuillade opta per la seva propera pel·lícula per un enfocament més lleuger celebrant les aventures d'un vigilant. Per a això, el director desenvolupa un projecte cinematogràfic en col·laboració amb el novel·lista Arthur Bernède. Efectivament, paral·lelament a l'estrena de la pel·lícula, Bernède publica la història que apareix la novel·la en sèrie a la premsa, per tal d'atraure lectors-espectadors, i així fer la pel·lícula el més rendible possible, en particular aprofitant els anuncis que acompanyaven la novel·la en sèrie arran de la crisi del paper de 1916 que va reduir considerablement la circulació de fulletons publicitaris.

Arthur Bernède explica l'estreta col·laboració que va tenir amb Louis Feuillade, encarregat de la part cinematogràfica, en la creació de Judex. Així, concreta que van funcionar perfectament d'acord, segons un pla decidit prèviament, del qual ni l'un ni l'altre no es van desviar ni un sol moment: 
| «                 | En aquesta aposta per idees i esforços comuns, preteniem produir una obra pintoresca, divertida, prou dramàtica per captar l'atenció de tothom, però sobretot respectuosa amb la moral pública. | » |
| — Arthur Bernède. | |   |

Després del seu èxit com a Irma Vep a Les Vampires, Musidora va ser novament escollida per Louis Feuillade per al paper de la malvada institutriu i aventurera Diana Monti. També s'enfronta a Marcel Lévesque, el Mazamette dels Vampires, per interpretar el detectiu Cocantin.

### Influències del personatge
Per a la creació del seu personatge, Louis Feuillade i Arthur Bernède van fer servir moltes referències literàries. Així, Judex té moltes similituds amb Fantômas (la seva propensió a disfressar-se, els seus mètodes musculars...) a més del fet que lluita per la justícia. A més, per completar el paral·lelisme, l'actor René Navarre que va interpretar el paper de Fantômas a la pel·lícula homònima de 1913 va ser proposat per Louis Feuillade, però tanmateix el va rebutjar.
A més, Judex també comparteix punts en comú amb el comte de Montecristo: si l'heroi persisteix a Favraux, és perquè el banquer va arruïnar una vegada la seva família. Així, després de submergir-lo en un estat de mort artificial, l'empresona en secret a la seva base. Com en l'obra d'Alexandre Dumas, la història aquí està clarament situada en el registre de la venjança familiar.
Finalment, Judex recorda el personatge de Ténébras d'Arnould Galopin. Com a resultat de la seva venjança, Judex provoca la ruïna de la filla del banquer Favraux, Jacqueline. Després d'enamorar-se bojament d'ella, pren la decisió de protegir la jove contra qualsevol perill que pugui trobar. Aquest romanç recorda molt al que té Ténébras amb la dona de la qual s'enamora.

### Estrena de l'obra
A causa de la Primera Guerra Mundial, l'estrena de la pel·lícula es va retardar a França. De fet, els estudis Gaumont temien desencadenar una polèmica amb motiu de voler arruïnar la moral de la població francesa. En conseqüència, la pel·lícula i la novel·la van romandre a les caixes durant uns mesos.
Finalment, va ser una pel·lícula competidora produïda pels germans Pathé que va portar a l'estrena. Dirigida per un tàndem de directors franco-americans, Louis J. Gasnier i Donald McKenzie, The Shielding Shadow, també amb un vigilant, es va estrenar als Estats Units el 1916. És probable que Gaumont, tement que la pel·lícula de Gasnier i McKenzie s'estrenés a França abans que la de Feuillade, va decidir estrenar Judex a principis de 1917.

## Posteritat

### Remakes
- Maurice Champreux, gendre de Feuillade va rodar Judex 34, un remake estrenat el 1934 amb René Ferté en el paper de Judex, Louise Lagrange, Paule Andral, Marcel Vallée i Alexandre Mihalesco.
- Georges Franju va dirigir el 1963 na versió en homenatge a la sèrie Feuillade, Judex. Jacques Champreux (nét de Feuillade i fill de Maurice Champreux) i Francis Lacassin van escriure el guió. Amb Channing Pollock (Judex), Michel Vitold, Édith Scob, Francine Bergé, Jacques Jouanneau, Théo Sarapo.

### Model de pel·lícula en episodis
La pel·lícula de Louis Feuillade va inspirar a molts directors dels anys 1910 i 1920 a utilitzar el cinema serial. De fet, no sols s'estableix com a referència el format de dotze episodis, específic de Judex, sinó també la composició narrativa serveix de model: un conjunt d'episodis d'idèntica durada (uns 600 metres), a excepció del primer (uns 1.200 metres) que també està format per un pròleg en què es presenten els personatges.
Veritablement, el Judex de Feuillade inaugura una línia de pel·lícules amb episodis construïts sobre el mateix model: Mascamor de Pierre Marodon (1918), Les Mystères de Paris de Charles Burguet (1922)...

### Influències de Judex

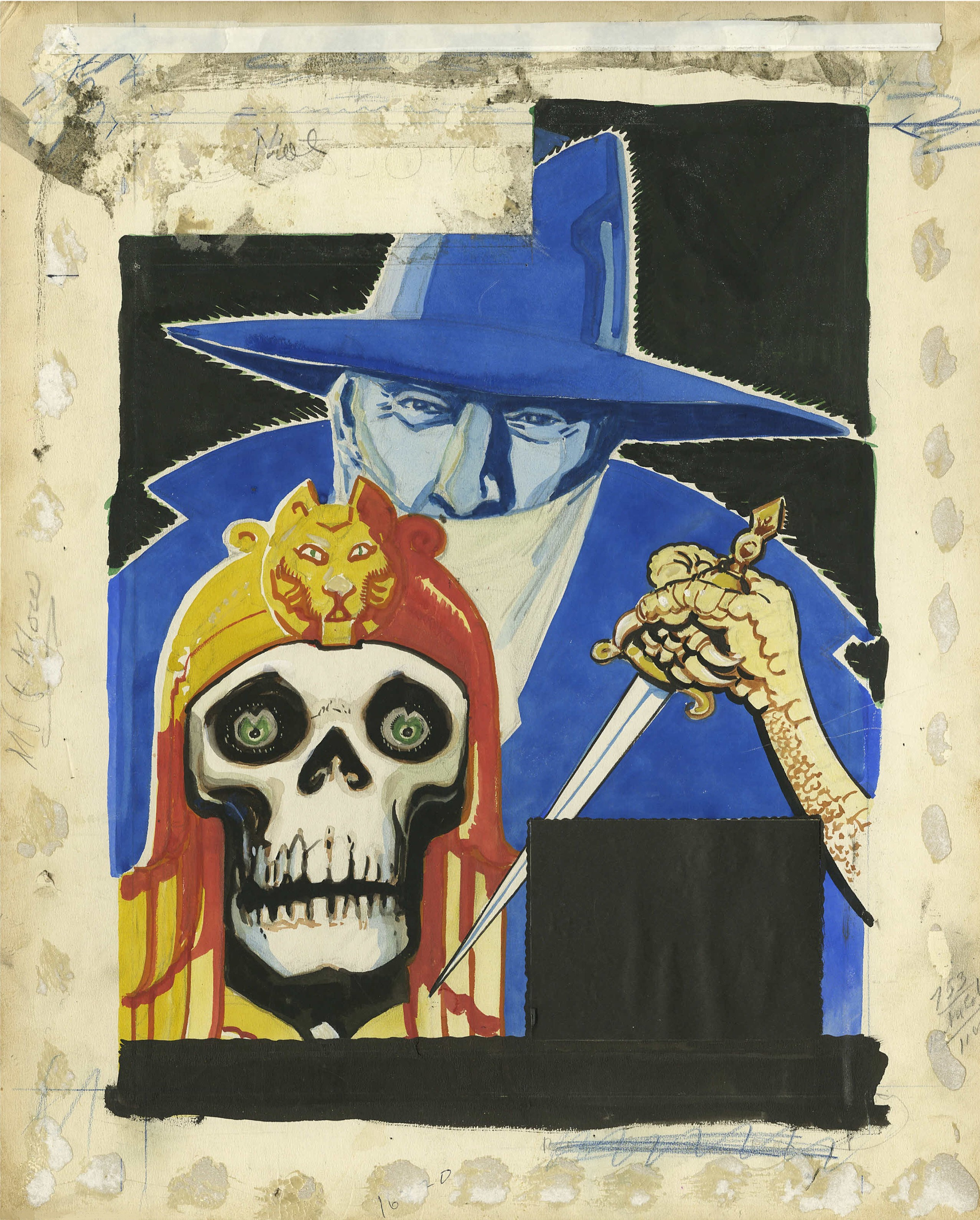
The Shadow, il·lustració de Charles Joseph Coll, maig de 1946.

Els personatges vigilants de Judex i Ravengar probablement van ajudar a inspirar The Shadow, un personatge de pulps que va aparèixer el 1930, que porta un vestit semblant a Judex i posseeix el poder d'invisibilitat del Ravengar. Per cert, el primer episodi de Judex als Estats Units es titulava The Mysterious Shadow, mentre que el personatge de Ravengar apareixia a la pel·lícula The Shielding Shadow. Per cert, a la dècada de 1940 es van publicar a França les tires còmiques de The Shadow —un personatge aleshores desconegut pels lectors francesos— en una traducció que les va transformar en les aventures de Judex.
Precursor immediat dels superherois, The Shadow és al seu torn una de les inspiracions de Batman. Així, per a l'especialista en còmics Xavier Fournier, Judex és "en certa manera, l'avi del famós batman".

### Restauració de pel·lícules
Del 4 a l'11 d'octubre de 1991, al cinema La Pagode, en el marc del festival Ciné-Mémoire, es van projectar diàriament els dotze capítols sencers, en la seva versió completa totalment restaurada per l'ocasió. Una petita orquestra va tocar sota la pantalla la música composta i dirigida per Patrick Laviosa.